# 다카라에촌
다카라에촌(宝江村)은 1956년까지 미야기현 도메군 북부에 있던 촌이다. 현재의 도메시에 해당한다.

## 역사
- 1875년 10월 17일 - 미즈사와현에 의해 촌락 통합에 수반해 2촌이 합병해 다누마촌이 성립하였다.
- 1889년 4월 1일 - 정촌제 시행과 함께 다누마촌과 모리촌이 합병해 다카라에촌이 성립하였다.
- 1956년 4월 1일 - 이시노모리정, 우와누마촌, 아사미즈촌과 합병해, 나카다정이 되었다.

## 참고문헌
- 『宮城県町村合併誌』（宮城県地方課、1958）